# Sárkeresztúr
Sárkeresztúr är en ort (by) i provinsen Fejér i centrala Ungern. Orten har 2 496 invånare (2024), på en yta av 46,75 km². Den ligger cirka 23 kilometer sydost om Székesfehérvár.